# 寻找智美更登
《寻找智美更登》（英語：The Search or Soul Searching），万玛才旦执导和编剧的剧情片，主演是曼拉杰甫、宗智、李毛措，2009年6月15日在中国大陆上映。

## 剧情
《寻找智美更登》讲述一名导演去西藏自治区寻找扮演藏戏《智美更登》的演员的故事。

## 演出
- 曼拉杰甫 出演 导演
- 宗智 出演 老板
- 李毛措 出演 蒙面女孩
- 仁丹尖措 出演 摄影师
- 桑杰扎西 出演 司机

## 制作
该片在青海省和甘肃省拍摄，2007年12月18日杀青。

## 奖项
| 日期   | 奖项                    | 类别               | 被提名者         | 结果 | 备注  |
| ------ | ----------------------- | ------------------ | ---------------- | ---- | ----- |
| 2009年 | 第12届上海国际电影节    | 最佳影片           | 《寻找智美更登》 | 提名 |       |
| 2009年 | 第12届上海国际电影节    | 评委会大奖         | 《寻找智美更登》 | 獲獎 | [ 5 ] |
| 2009年 | 第7届曼谷国际电影节     | 金吉纳利之评委会大 | 《寻找智美更登》 | 獲獎 |       |
| 2009年 | 第62届洛迦诺国际电影节  | 金豹奖之最佳影片   | 《寻找智美更登》 | 提名 | [ 6 ] |
| 2009年 | 第25届华沙国际电影节    | 最佳影片           | 《寻找智美更登》 | 提名 |       |
| 2009年 | 第3届韩国首尔数码电影节 | 最佳影片           | 《寻找智美更登》 | 提名 |       |
| 2009年 | 第53届伦敦国际电影节    | 最佳影片           | 《寻找智美更登》 | 提名 |       |
| 2009年 | 法国南特三大洲电影节    | 最佳影片           | 《寻找智美更登》 | 提名 |       |
| 2009年 | 第16届北京大学生电影节  | 最佳影片           | 《寻找智美更登》 | 提名 |       |

## 外部连接
- 豆瓣电影上《寻找智美更登》的資料 （简体中文）
- 时光网上《寻找智美更登》的資料（简体中文）
- 互联网电影数据库（IMDb）上《寻找智美更登》的资料（英文）